# 후쿠시 히로아키
후쿠시 히로아키(일본어: 福士 敬章, 1950년 12월 27일 ~ 2005년 4월 13일, 돗토리현 ~ )는 전 프로 야구 선수이다. 현역 시절 일본 프로 야구와 KBO 리그에서 투수로 활동했다. 한국계 일본인이며, 귀화 전 한국명은 장명부(張明夫)이다. 본관은 나주이며 본적은 충청남도 아산시이다.
일본 돗토리현에서 출생. 1974년 일본으로 귀화하였다. 프로야구단 요미우리에 입단한 1968년부터 1978년까지 마쓰바라 아키오(松原明夫), 1979년에는 후쿠시 아키오(福士明夫), 그 이후 후쿠시 히로아키(福士敬章)라는 등록명을 사용하였다. 1983년 한국 프로야구(KBO)의 삼미에 입단하면서 장명부라는 등록명을 사용했다.
그의 장남은 스포츠 메이커의 글러브 직공, 차남은 스모 선수 다이세, 삼남은 오피스 키워드 소속으로 MC 탤런트, 내레이터를 맡고 있는 후쿠시 마사아키(福士幹朗)이다.

## 일본 프로 야구시절
돗토리 현립 돗토리니시 고등학교에서 1968년 말 열린 번외 지명으로 요미우리 자이언츠에 입단하였다. 입단 2년째인 1970년에 1군에 승격한 뒤 가와카미 데쓰하루 감독의 기대에 힘입었지만, 1973년, 도미다 마사루와의 2:1 트레이드로 야마우치 신이치와 함께 난카이 호크스로 이적하였다. 그 해, 노무라 가쓰야의 밑에서 로테이션의 중심을 세우고, 7승을 올리면서 리그 우승에 공헌하였다. 일본시리즈에서 선발로 등판하였다.
1977년, 히로시마 도요 카프의 고바 다케시 감독의 희망에 의해 김기태와의 1:1 트레이드에 따라 히로시마로 이적하였다. 선발 투수로 활약하면서 2차례 15승(1978, 1980)을 기록했고, 히로시마 도요 카프의 2년 연속 일본시리즈 우승(1979~1980년)에도 기여하며, 카프 황금기의 일익을 담당했다. 1982년에는 3승 밖에 올리지 못하고 퇴단하였다.

## 한국 프로 야구시절
1983년 내야수 이영구와 함께 재일 교포 선수로는 처음으로 KBO 리그에 진출하여 1983년 삼미 슈퍼스타즈에서 30승(선발 28) 16패 6세이브라는 엄청난 기록을 남겼는데, 이 기록은 아직도 KBO 리그의 단일 시즌 최다 승 기록으로 남아 있다. 그리고 427⅓이닝이라는 단일 시즌 최다 이닝 투구도 기록했으며 역대 선발 20승 이상 투수 중 가장 많은 최다 탈삼진(220개) 기록도 보유하고 있으며 그 해 6완봉승(롯데 2,삼성 1,해태 1,MBC 1,OB 1)으로 최다 완봉승 1위를 기록했는데 역대 선발 20승 이상 투수 최다 완봉승 기록으로 남아 있다.
특히, 1983년에는 롯데전에서만 2완봉승을 기록한 데 이어 첫 승(선발승)을 롯데전(4월 3일 데뷔전)에서, 최초 선발 20승(당시 1구원승 포함 21승)을 롯데전(7월 31일 선발승)에서 기록했다.
하지만 불행히도 1억 원이라는 보너스를 둘러싸고 삼미 측과 갈등이 발생하였으며, 청보가 삼미한테서 구단을 인수하였던 1985년에는 단일 시즌 최다 패배 기록인 25패를 당하기도 했고 1983년에는 정규시즌 MVP가 유력했지만 재일동포란 이유 탓인지 탈락했다. 1986년 빙그레 이글스에 이적했다가 그 해를 끝으로 현역에서 물러났다.
이후, 1988년 2월 16일부터 1년 계약 형식으로 삼성 라이온즈 2군 투수코치를 맡았으며
 삼미-청보 시절 인연을 맺은 김진영 감독이 1989년 11월 2일 2년 계약 형식으로 롯데 자이언츠 감독에 부임하자 같은 달 30일부터 1년 계약으로 롯데 투수코치를 맡았다.
그러나, 김진영 감독은 1990년 시즌 초반 한때 상위권을 질주했지만 팀 순위 다툼이 치열해지자 당초 구상과는 달리 중반 이후부터 서서히 등판시키겠다던 박동희를 선발-마무리 할 것 없이 마구잡이로 투입시켰고 이 때문에 정작 승부처인 후반기 이후부터 힘을 쓰지 못하여 결국 그 해 시즌 중 성적 부진으로 해임되었으며 이 과정에서 본인(장명부)도 같은 해 말 강병철 감독이 재부임하면서 단행된 물갈이에 따라 팀을 떠났고 삼성 2군 투수코치로 재직할 당시 1군 감독이었던 박영길 감독이 1990년 시즌 뒤 태평양 돌핀스 감독에 부임하자 투수코치로 영입될 계획이었으나 구단 측의 반대로 좌절됐다.
롯데 자이언츠 투수코치에서 물러난 이듬해인 1991년 5월에 박찬, 성낙수와 함께 필로폰(일명 히로뽕)을 사용한 혐의가 드러나 마약 사범으로 구속되었다가 그 해 7월에 풀려났다. 그러나 그 대가로 KBO 리그계에서 영구 제명됨과 동시에 대한민국에서는 영구 입국 금지 명단에 올랐다. 이후 그는 더 이상 고국으로 올 수 없었으며, SK 와이번스에서 2004년 4월 4일 문학야구장 첫 개막전에 그를 초청하려고 했으나, 일본 내에서 그의 행적을 도무지 찾을 수 없어 초청을 포기하고 감사용으로 대체하였다. 2005년 4월 13일, 자신이 운영하였던 와카야마현의 한 마작 하우스에서 돌연 고독사하였다. 향년 56세로, 사인은 마약중독이다.

## 선수 경력
- 요미우리 자이언츠 : 1969년 연습생으로 입단
- 난카이 호크스 : 1973년 입단
- 히로시마 도요 카프 : 1977년 입단, 1979/1980년 일본 시리즈 우승
- 삼미 슈퍼스타즈 → 청보 핀토스 : 1983년 입단
- 빙그레 이글스 : 1986년 입단

## 지도자 경력
- 삼성 라이온즈 2군 투수 코치 : 1988년
- 롯데 자이언츠 투수 코치 : 1990년

## 주요 기록
- 1983년 : KBO 리그 44경기 선발 등판, 36경기 완투, 30승(선발 28승은 역대 KBO 선발 최다승) 기록(다승 1위), 최다 이닝, 골든 글러브 투수 부문 수상
- 1985년 : 한 시즌 최다 패배 기록. 25패

## 통산 기록
| 연 도           | 소 속           | 나 이           | 승 리 | 패 전 | 승 률 | 평 자 점 | 출 장 | 선 발 | 완 투 | 완 봉 | 세 이 브 | 홀 드 | 이 닝  | 피 안 타 | 피 홈 런 | 볼 넷 | 고 4 | 탈 삼 진 | 몸 맞 | 보 크 | 폭 투 | 실 점 | 자 책 | 타 자 수 | W H I P |
| --------------- | --------------- | --------------- | ----- | ----- | ----- | -------- | ----- | ----- | ----- | ----- | -------- | ----- | ------ | -------- | -------- | ----- | ---- | -------- | ----- | ----- | ----- | ----- | ----- | -------- | ------- |
| 1970            | 요미우리        | 20              | 0     | 3     | .000  | 3.07     | 11    | 6     | 0     | 0     | 0        | 0     | 40.2   | 38       | 4        | 16    | 1    | 32       | 2     | 0     | 0     | 17    | 14    | 177      | 1.33    |
| 1971            | 요미우리        | 21              | 0     | 0     | ----  | 5.14     | 2     | 1     | 0     | 0     | 0        | 0     | 7.1    | 6        | 1        | 3     | 0    | 6        | 0     | 0     | 1     | 4     | 4     | 29       | 1.23    |
| 1972            | 요미우리        | 22              | 0     | 0     | ----  | 8.00     | 5     | 2     | 0     | 0     | 0        | 0     | 9.0    | 17       | 4        | 4     | 0    | 2        | 0     | 0     | 0     | 10    | 8     | 46       | 2.33    |
| 1973            | 난카이          | 23              | 7     | 7     | .500  | 2.87     | 27    | 18    | 6     | 1     | 0        | 0     | 140.2  | 130      | 10       | 66    | 1    | 56       | 7     | 4     | 1     | 56    | 45    | 592      | 1.39    |
| 1974            | 난카이          | 24              | 9     | 6     | .600  | 3.04     | 26    | 18    | 5     | 2     | 0        | 0     | 139.1  | 130      | 10       | 43    | 0    | 59       | 0     | 2     | 2     | 53    | 47    | 581      | 1.24    |
| 1975            | 난카이          | 25              | 11    | 12    | .478  | 3.00     | 32    | 21    | 11    | 4     | 0        | 0     | 188.2  | 185      | 10       | 58    | 2    | 66       | 2     | 0     | 1     | 75    | 63    | 769      | 1.29    |
| 1976            | 난카이          | 26              | 6     | 7     | .462  | 3.68     | 24    | 17    | 3     | 0     | 1        | 0     | 115.0  | 120      | 13       | 37    | 0    | 23       | 7     | 1     | 3     | 47    | 47    | 486      | 1.37    |
| 1977            | 히로시마        | 27              | 6     | 6     | .500  | 5.13     | 46    | 6     | 0     | 0     | 5        | 0     | 100.1  | 129      | 11       | 41    | 6    | 39       | 4     | 0     | 3     | 59    | 57    | 461      | 1.69    |
| 1978            | 히로시마        | 28              | 15    | 8     | .652  | 3.60     | 41    | 32    | 12    | 2     | 0        | 0     | 230.0  | 236      | 23       | 70    | 2    | 94       | 5     | 0     | 1     | 96    | 92    | 972      | 1.33    |
| 1979            | 히로시마        | 29              | 7     | 9     | .438  | 3.57     | 37    | 25    | 4     | 1     | 1        | 0     | 163.2  | 156      | 24       | 44    | 1    | 109      | 3     | 0     | 1     | 78    | 65    | 674      | 1.22    |
| 1980            | 히로시마        | 30              | 15    | 6     | .714  | 3.95     | 31    | 28    | 8     | 1     | 0        | 0     | 187.0  | 195      | 28       | 52    | 2    | 106      | 3     | 0     | 1     | 84    | 82    | 791      | 1.32    |
| 1981            | 히로시마        | 31              | 12    | 9     | .571  | 4.03     | 35    | 28    | 7     | 1     | 0        | 0     | 201.1  | 211      | 22       | 76    | 6    | 116      | 5     | 0     | 2     | 99    | 90    | 871      | 1.43    |
| 1982            | 히로시마        | 32              | 3     | 11    | .214  | 4.46     | 22    | 15    | 5     | 1     | 2        | 0     | 111.1  | 113      | 21       | 41    | 4    | 77       | 2     | 0     | 0     | 62    | 55    | 472      | 1.38    |
| 1983            | 삼미            | 33              | 30    | 16    | .652  | 2.34     | 60    | 44    | 36    | 6     | 6        | 0     | 427.1  | 388      | 19       | 106   | 6    | 220      | 16    | 1     | 6     | 138   | 111   | 1712     | 1.16    |
| 1984            | 삼미            | 34              | 13    | 20    | .394  | 3.30     | 45    | 25    | 15    | 2     | 7        | 0     | 261.2  | 261      | 20       | 66    | 7    | 145      | 6     | 0     | 3     | 111   | 96    | 1074     | 1.25    |
| 1985            | 청보            | 35              | 11    | 25    | .306  | 5.30     | 45    | 35    | 10    | 0     | 5        | 0     | 246.0  | 304      | 22       | 100   | 7    | 128      | 12    | 0     | 5     | 175   | 145   | 1117     | 1.64    |
| 1986            | 빙그레          | 36              | 1     | 18    | .053  | 4.98     | 22    | 17    | 3     | 0     | 0        | 0     | 108.1  | 130      | 12       | 41    | 1    | 48       | 9     | 2     | 2     | 71    | 60    | 493      | 1.58    |
| NPB 통산 : 13년 | NPB 통산 : 13년 | NPB 통산 : 13년 | 91    | 84    | .520  | 3.68     | 339   | 217   | 61    | 13    | 9        | 0     | 1634.1 | 1666     | 181      | 551   | 25   | 785      | 40    | 7     | 16    | 740   | 669   | 6921     | 1.36    |
| KBO 통산 : 4년  | KBO 통산 : 4년  | KBO 통산 : 4년  | 55    | 79    | .410  | 3.55     | 172   | 121   | 64    | 8     | 18       | 0     | 1043.1 | 1083     | 73       | 313   | 21   | 541      | 43    | 3     | 16    | 495   | 412   | 4396     | 1.34    |

- 시즌 기록 중 굵은 글씨는 해당 시즌 리그 최고 기록, 빨간 글씨는 한국 프로야구 역사상 최고 기록

## 에피소드
- 오 사다하루(왕정치)와 일본 프로야구 공식전에서 대전하였던 최후의 투수였다(결과는 2루수 플라이).
- 1974년 일본인과 결혼 후 일본으로 귀화.

## 등번호
- 46 (1969년)
- 28 (1970년 ~ 1972년)
- 34 (1973년 ~ 1976년, 1983~1984년)
- 18 (1977년 ~ 1982년, 1985년)
- 19 (1986년)